# Kermit (Texas)

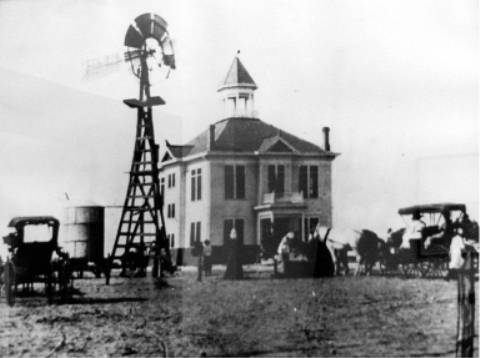
Ancien palais de justice du comté de Winkler à Kermit, v. 1910

Pour les articles homonymes, voir Kermit.
La ville de Kermit est le siège du comté de Winkler, dans l’État du Texas, aux États-Unis. Sa population s’élevait à 5 708 habitants lors du recensement de 2010, estimée à 6 341 habitants en 2016.

## Source
- (en) Cet article est partiellement ou en totalité issu de l’article de Wikipédia en anglais intitulé « Kermit, Texas » (voir la liste des auteurs).